# 눈 녹은 그 강이 흐르는 것처럼
〈눈 녹은 그 강이 흐르는 것처럼〉(일본어: 雪どけのあの川の流れのように 유키도케노아노카와노나가레노요니[*])는 사에구사 유카 인 데시벨의 스무 번째 싱글이다.

## 개요
- TV의 ED로 사용되고 있는 것과는 가사, 리듬 등이 다르기 때문에 〈구름에 타고서〉와 마찬가지로 온에어 버전이 수록된다.

## 수록곡
1. 눈 녹은 그 강이 흐르는 것처럼(雪どけのあの川の流れのように)
  - 작사 · 작곡: 사에구사 유카, 편곡: 하야마 타케시
2. 7대양을 건너는 바람처럼 (Ballad Version)(七つの海を渡る風のように -Ballad Version-
  - 작사: 아이우치 리나&사에구사 유카, 작곡: 오노 아이카, 편곡: 이케다 다이스케
3. 눈 녹은 그 강이 흐르는 것처럼 (TV Version)
4. 눈 녹은 그 강이 흐르는 것처럼  (Instrumental)

## 타이업
눈 녹은 그 강이 흐르는 것처럼
- 닛폰 TV 요미우리 TV계 애니메이션 《명탐정 코난》 - 〈적과 흑의 크래쉬 편〉이자 29번째 닫는 곡.
- 지바 TV계 《MU-GEN》 2월 여는 곡.

| TV 애니메이션 《명탐정 코난》 닫는 곡 2008년 1월 14일 (491화) ~ 2008년 5월 19일 (504화) |                                                           |                                          |
| 이전 곡: 가넷 크로우 〈세계는 돈다고 말하지만〉                                         | 사에구사 유카 인 데시벨 〈눈 녹은 그 강이 흐르는 것처럼〉 | 다음 곡: 카미키 아야 〈Summer Memories〉 |